# San Julian (Eastern Samar)
San Julian ist eine philippinische Stadtgemeinde in der Provinz Eastern Samar. Sie hat 14.498 Einwohner (Zensus 1. August 2015).

## Baranggays
San Julian ist politisch in 16 Baranggays unterteilt.
| - Bunacan - Campidhan - Casoroy - Libas - Nena (Luna) - Pagbabangnan - Barangay No. 1 Poblacion - Barangay No. 2 Poblaci | - Barangay No. 3 Poblacion - Barangay No. 4 Poblacion - Barangay No. 5 Poblacion - Barangay No. 6 Poblacion - Putong - San Isidro - San Miguel - Lunang |